# Beer and Loathing
Beer and Loathing is het tiende studioalbum van de Canadese celticpunkband The Real McKenzies. Het album werd op 3 juli 2020 uitgegeven op lp en cd door Stomp Records in Canada en op lp door Fat Wreck Chords in Europa en de Verenigde Staten. Het album werd geproduceerd door Steve Loree, die ook het album Westwinds (2012) van de band heeft geproduceerd.

## Achtergrond
Begin 2020 werd bekendgemaakt dat The Real McKenzies een nieuw album zou uitgeven dat reeds was opgenomen en geproduceerd door Steve Loree. De uitgave van dit album werd voorafgegaan door een nationale tournee, waar de band ook nieuw materiaal zou spelen. De tour zou later vervolgd worden in Europa, maar kwam halverwege maart tot een abrupt einde, toen Canada en de meeste Europese landen een invacuatie invoerden als gevolg van de coronapandemie.
Op 5 mei werden de titel, het label en de uitgavedatum bekendgemaakt en werd de titeltrack "Beer and Loathing" online gezet om te kunnen streamen. Een bijhorende videoclip voor dit nummer werd op 15 mei uitgegeven. "Big Foot Steps" werd hierna uitgegeven op 3 juni. De videoclip voor dit nummer volgde op 23 juni. Het album zelf werd uitgegeven op 3 juli 2020.
De uitgave van Beer and Loathing viert het 25-jarige jubileum van de band, geteld vanaf de uitgave van het debuutalbum The Real McKenzies (1995).

## Nummers
1. "A Widows's Watch" - 1:16
2. "Overtoun Bridge" - 4:20
3. "Big Foot Steps" - 3:35
4. "Beer and Loathing" - 2:39
5. "Cock Up Your Beaver" - 2:51
6. "Nary Do Gooder" - 2:06
7. "Death of the Winnipeg Scene" - 2:54
8. "36 Barrels" - 3:34
9. "Whose Child is This" - 3:13
10. "The Ballad of Cpl. Hornburg" - 3:38
11. "The Cremation of Sam McGee" - 4:27
12. "A Seafarer's Return" - 1:42